# Понтско-каспијска степа
Понтско-каспијска степа, формирана од „Каспијске степе” и „Понтске степе”, је степа која се протеже од северних обала Црног мора (Pontus Euxinus из антике) до северног подручја око Каспијског језера. Протеже се од Добруџе у североисточном крају Бугарске и југоисточне Румуније, преко Молдавије и јужне и источне Украјине, преко руског северног Кавказа, региона јужне и доње Волге до западног Казахстана, поред казахстанске степе на истоку, обе чине део веће евроазијске степе. Он чини део палеарктичког царства и биома умерених травњака, савана и шибља.
Подручје одговара Кимерији, Скитији и Сарматији класичне антике. Током неколико миленијума, бројна племена номадских коњаника користила су степу; многи од њих су наставили да освајају земље у насељеним регионима Европе, западне Азије и јужне Азиј.
Термин „Понтско-каспијски регион” се користи у биогеографији у односу на флору и фауну ових степа, укључујући животиње из Црног мора, Каспијског мора и Азовског мора. Генетска истраживања су идентификовала овај регион као највероватније место где су коњи први пут припитомљени.
Према најзаступљенијој теорији индоевропских студија, Курганској хипотези, понтско-каспијска степа је била домовина говорника протоиндоевропског језика.
Понтско-каспијска степа покрива површину од 994.000 km2 (384.000 sq mi) Европе, протеже се од Добруже у североисточном делу Бугарске и југоисточне Румуније, преко јужне Молдавије, Украјине, преко Русије и северозападног Казахстана до Уралских планина. Степа је на северу омеђена источноевропском шумском степом, прелазном зоном мешовитих травњака и умерених лишћарских и мешовитих шума.
На југу, степа се протеже до Црног мора, осим границе Крима и западног Кавказа са морем, где кримски субмедитерански шумски комплекс дефинише јужну ивицу степа. Степа се протеже до западне обале Каспијског мора у Дагестанској области у Русији, али сува каспијска низинска пустиња лежи између степе и северозападне и северне обале Каспијског мора. Казахстанска степа омеђује степу на истоку.
Понтско-каспијска мора су остаци Тургајског мора, продужетка Паратетиса који се простирао јужно и источно од Урала и покривајући већи део данашње Западносибирске низије у мезозоику и кенозоику.

## Праисторијске културе
- Култура линеарнотракасте керамике 5500–4500 пре нове ере
- Кукутени-Трипоље култура 5300–2600 пре нове ере
- Квалинска култура 5000–3500 пре нове ере
- Култура Средњи Стог 4500–3500 пре нове ере
- Мајкоп култура 3700–3000 пре нове ере
- Јамна/Курганска култура 3500–2300 пре нове ере
- Куро-Араксешка култура 3000–2000 пре нове ере
- Катакомбска култура 3000–2200 пре нове ере
- Срубна култура 1600–1200 пре нове ере
- Кобан култура 1100–400 пре нове ере
- Новочергашка култура 900–650 пре нове ере

## Историјски народи и нације
- Праиндоевропљани 4. миленијум пре нове ере – сада
- Кимеријци 12–7 век пре нове ере
- Дачани и Трачани (Гети) 11. век пре нове ере – 3. век нове ере
- Скити 8–4 век пре нове ере
- Сармати 5. век пре нове ере – 5. век нове ере
- Остроготи 3–6 век
- Хуни and Авари 4–8 век
- Прабугари (Оногури, прото Бугари |access-date=2013-12-24 |url-status=dead |archive-url=https://web.archive.org/web/20131224111409/http://turkic-languages.scienceontheweb.net/Proto_Turkic_Urheimat.html |archive-date=2013-12-24 }}</ref>
  - Стара Велика Бугарска 7. век
  - Прво бугарско царство 7–11 век
  - Друго бугарско царство 12–15 век
    - Деспотовина Добруџа
- Алани 5–11 век
- Авари 6–8 век
- Плави Туркијци 6–8 век
- Савири 6–8 век
- Хазари 6–11 век
- Мађарска племена (Мађари) 7.–9. века посведочено, али вероватно из раније
- Рус, Кијевска Русија 8–13 век
- Печенези 8–11 век
- Кипчаки и Кумани 11–13 век
- Монголи Златна Хорда 13–15 век
- Козаци, Калмици, Кримски канат, Волга-уралски Татари, Ногајци и остале туркијске државе и племена 15–18 века
- Руска Империја 16–20 век
- Планинска Република Северни Кавказ 19–20 век
- Совјетски Савез 20. век